# 浴女
『浴女』 (よくじょ、フランス語:  La Grande Baigneuse)、もしくは『ヴァルパンソンの浴女』 (フランス語: La Baigneuse Valpinçon) は、フランスの新古典主義の画家ジャン・オーギュスト・ドミニク・アングルが1808年に描いた初期の絵画である。この作品は『スフィンクスの謎を解くオイディプス』（Œdipe explique l'énigme du sphinx）や『ユピテルとテティス』（Jupiter et Thétis）とともに、フランス・アカデミー在籍中にローマで描かれたもので、留学の成果を評価してもらうためにフランスの美術アカデミーに送った作品の1つである。当初は『座った女』という題が付けられていたが、19世紀の所有者の一人ヴァルパンソン家の名前で知られるようになった。現在はパリのルーヴル美術館に所蔵されている。

## 作品
最初の公開時、作品は批評家に好意的に迎えられることはなかった。この作品が脚光を浴びたのはそれからほぼ50年後、画家の名声が確立したころで、所有者だったヴァルパンソン家と親しい関係にあった若き日のエドガー・ドガがこの絵を見て、1855年のパリ万国博覧会に出品されるよう尽力したのである。ゴンクール兄弟は「レンブラント自身もこのほのかな色合いの上半身の琥珀色をうらやむに違いない」と記す一方、ルーヴル美術館は「調和のとれた線描と繊細な光が印象的な傑作」と評した。

アントニオ・カノーヴァ作『イタリアのヴィーナス』（1812年）。アングルの絵は直接的にも間接的にも、前作『メディチのヴィーナス』に影響を受けている可能性がある。

アングル『トルコ風呂』 (1862)

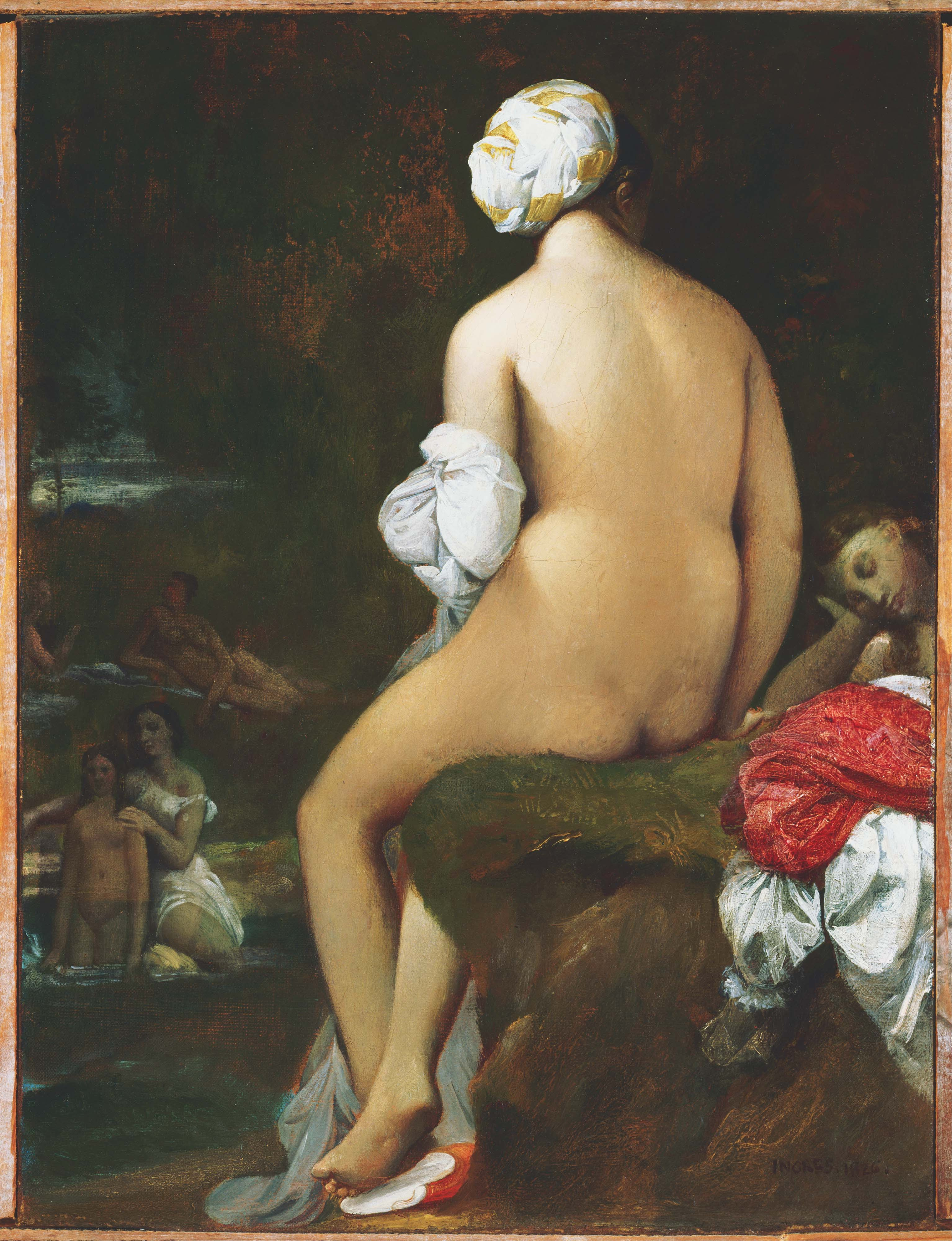
1826年の絵画『小さな浴女』。フィリップス・コレクション所蔵。

アングルには1807年の『半身像の浴女』など初期裸婦像もあるが、『ヴァルパンソンの浴女』は、彼がこの主題で取り組んだ最初の大作だと広く認識されている。
それ以前の小さな作品同様、モデルは背中を正面に向けているが、『ヴァルパンソンの浴女』はさらに、初期の絵のようなあからさまな官能性が消え、代わりに穏やかでそこはかとない官能性を表している。 
シャルル・ボードレールは、モデルは「奥深い逸楽」を持っていると評したが、それでもなおさまざまな点で、簡素な清らかさを有していると紹介される。
この矛盾は、絵の多くの要素に表れている。
ひねった首、背中から脚にかけての曲線は、メタリック・グリーンのカーテンの襞や、モデルの前の白いカーテンのうねり、ベッドのシーツやリネンの折り目で強調されている。
またそれらに拮抗する要素として、モデルの肌色の冴えた表現や、左側にある縞目の黒い大理石などがある。
アングル独特の人体の表現について、芸術評論家のロバート・ローゼンブラムは「『ヴァルパンソンの浴女』からは、時が止まったかのような静寂感、 引力に逆らうかのような浮遊感が感じられ・・・人物は重力を失ってエナメルのようになめらかな表面の上に漂い、非常に繊細な圧力だけを及ぼすように見える一方で、地に根差した姿態の重量感は、熱心な議論の的となった。」と記した。
アングルは、この主題を生涯に繰り返し描いている。1826年や1828年、1864年に『小さな浴女』で再びこの主題を描いているが、とりわけ有名なのは1863年の『トルコ風呂』である。アングルはこの作品で画面の前景中央、マンドリンを弾く女性を『ヴァルパンソンの浴女』のモデルと同じモチーフを用いて描いている。

## 来歴
絵画は画家フランソワ・ジェラールの仲介でジャン・ラップによって購入された。ジャン・ラップの死後しばらくして、絵画を400フランで購入したのがヴァルパンソン家であった。その後、絵画はペレール家（famiglia Pereire）を経て、1879年に60,000フランでルーブル美術館に購入された。